# Europese kampioenschappen openwaterzwemmen 2010
De Europese kampioenschappen openwaterzwemmen 2010 waren een onderdeel van de Europese kampioenschappen zwemsporten 2010. Zij werden gehouden van 4 tot en met 8 augustus 2010 in het Balatonmeer bij Balatonfüred.

## Wedstrijdschema
| Datum      | Tijd        | Afstanden                               |
| ---------- | ----------- | --------------------------------------- |
| 4 augustus | 10:00 16:00 | 10 kilometer mannen 5 kilometer vrouwen |
| 5 augustus | 10:00 16:00 | 5 kilometer mannen 10 kilometer vrouwen |
| 6 augustus | 16:00       | 5 kilometer landenwedstrijd             |
| 7 augustus | 10:00       | 25 kilometer mannen                     |
| 8 augustus | 10:00       | 25 kilometer vrouwen                    |

## Resultaten

### 5 kilometer
| Mannen | Mannen               | Mannen | Mannen  |
| #      | Zwemmer              | Land   | Tijd    |
| ------ | -------------------- | ------ | ------- |
| Goud   | Luca Ferretti        | ITA    | 58.43,4 |
| Zilver | Simone Ercoli        | ITA    | 59.00,5 |
| Brons  | Spyridon Giannotis   | GRE    | 59.15,9 |
| Brons  | Simone Ruffini       | ITA    | 59.15,9 |
| 5      | Thomas Lurz          | GER    | 59.20,3 |
| 6      | Jan Wolfgarten       | GER    | 59.23,5 |
| 7      | Christian Reichert   | GER    | 59.42,8 |
| 8      | Danila Serebrennikov | RUS    | 59.58,6 |

| Vrouwen | Vrouwen                 | Vrouwen | Vrouwen   |
| #       | Zwemmer                 | Land    | Tijd      |
| ------- | ----------------------- | ------- | --------- |
| Goud    | Jekaterina Seliverstova | RUS     | 1:02.34,7 |
| Zilver  | Kalliopi Araouzou       | GRE     | 1:02.37,3 |
| Brons   | Marianna Lymperta       | GRE     | 1:02.41,3 |
| 4       | Jana Pechanova          | CZE     | 1:02.55,4 |
| 5       | Nadine Reichert         | GER     | 1:03.12,1 |
| 6       | Alice Franco            | ITA     | 1:03.20,8 |
| 7       | Yurema Requena          | ESP     | 1:03.58,6 |
| 8       | Anna Goeseva            | RUS     | 1:04.10,7 |

### 10 kilometer
| Mannen | Mannen              | Mannen | Mannen    |
| #      | Zwemmer             | Land   | Tijd      |
| ------ | ------------------- | ------ | --------- |
| Goud   | Thomas Lurz         | GER    | 1:54.22,5 |
| Zilver | Valerio Cleri       | ITA    | 1:54.24,8 |
| Brons  | Jevgeni Drattsev    | RUS    | 1:54.26,6 |
| 4      | Christian Reichert  | GER    | 1:54.31,0 |
| 5      | Francisco Hervas    | ESP    | 1:54.33,0 |
| 6      | Nicola Bolzanello   | ITA    | 1:54.33,1 |
| 7      | Spyridon Gianniotis | GRE    | 1:54.33,7 |
| 8      | Igor Snitko         | UKR    | 1:54.34,1 |

| Vrouwen | Vrouwen           | Vrouwen | Vrouwen   |
| #       | Zwemmer           | Land    | Tijd      |
| ------- | ----------------- | ------- | --------- |
| Goud    | Linsy Heister     | NED     | 2:01.06,7 |
| Zilver  | Giorgia Consiglio | ITA     | 2:01.07,6 |
| Brons   | Angela Maurer     | GER     | 2:01.08,2 |
| 4       | Aurelie Muller    | FRA     | 2:01.09,3 |
| 5       | Jana Pechanova    | CZE     | 2:01.10,2 |
| 6       | Olga Beresnjeva   | RUS     | 2:01.10,3 |
| 7       | Éva Risztov       | HUN     | 2:01.16,2 |
| 8       | Alice Franco      | ITA     | 2:01.25,3 |

### 25 kilometer
| Mannen | Mannen           | Mannen | Mannen    |
| #      | Zwemmer          | Land   | Tijd      |
| ------ | ---------------- | ------ | --------- |
| Goud   | Valerio Cleri    | ITA    | 5:16.38,3 |
| Zilver | Bertrand Venturi | FRA    | 5:16.54,7 |
| Brons  | Joanes Hedel     | FRA    | 5:18.57,6 |
| 4      | Edoardo Stochino | ITA    | 5:19.39,3 |
| 5      | Rostislav Vitek  | CZE    | 5:19.41,6 |
| 6      | Igor Tsjervinski | UKR    | 5:19.50,7 |
| 7      | Andrea Bondanini | ITA    | 5:19.55,0 |
| 8      | Sergej Fesenko   | AZE    | 5:19.56,4 |

| Vrouwen | Vrouwen             | Vrouwen | Vrouwen   |
| #       | Zwemmer             | Land    | Tijd      |
| ------- | ------------------- | ------- | --------- |
| Goud    | Olga Beresnjeva     | UKR     | 5:48.10,2 |
| Zilver  | Angela Maurer       | GER     | 5:48.10,3 |
| Brons   | Martina Grimaldi    | ITA     | 5:48.30,8 |
| 4       | Margarita Dominguez | ESP     | 5:48.30,8 |
| 5       | Linsy Heister       | NED     | 5:48.58,0 |
| 6       | Celia Barrot        | FRA     | 5:49.55,5 |
| 7       | Anna Oevarova       | RUS     | 5:49.57,4 |
| 8       | Karla Sitic         | CRO     | 5:50.39,3 |

### Landenwedstrijd
| Mannen | Mannen                                                 | Mannen | Mannen    |
| #      | Zwemmers                                               | Land   | Tijd      |
| ------ | ------------------------------------------------------ | ------ | --------- |
| Goud   | Spyridon Giannotis Antonios Fokaidis Kalliopi Araouzou | GRE    | 59.03,0   |
| Zilver | Simone Ercoli Simone Ruffini Rachele Bruni             | ITA    | 59.55,6   |
| Brons  | Sergej Bolsjakov Danila Serebrennikov Anna Goeseva     | RUS    | 59.59,5   |
| 4      | Jan Wolfgarten Nadine Reichert Thomas Lurz             | GER    | 1:00.13,5 |
| 5      | Diego Nogueira Hector Ruiz Yurema Requena              | ESP    | 1:01.09,7 |
| 6      | Jan Posmourny Rostislav Vitek Jana Pechanova           | CZE    | 1:01.10,2 |
| 7      | Julien Codevelle Julien Sauvage Ophélie Aspord         | FRA    | 1:02.20,0 |
| 8      | Stefan Sigrist Jovan Mitrovic Iris Matthey             | SUI    | 1:02.56,5 |

## Medaillespiegel
| Plaats | Land        | Goud | Zilver | Brons | Totaal |
| 1      | Italië      | 2    | 4      | 2     | 8      |
| 2      | Griekenland | 1    | 1      | 2     | 4      |
| 3      | Duitsland   | 1    | 1      | 1     | 3      |
| 4      | Rusland     | 1    | 0      | 2     | 3      |
| 5      | Nederland   | 1    | 0      | 0     | 1      |
| 5      | Oekraïne    | 1    | 0      | 0     | 1      |
| 7      | Frankrijk   | 0    | 1      | 1     | 2      |
| Totaal | Totaal      | 7    | 7      | 8     | 22     |